# Wilhelm Zimmermann (Theologe)

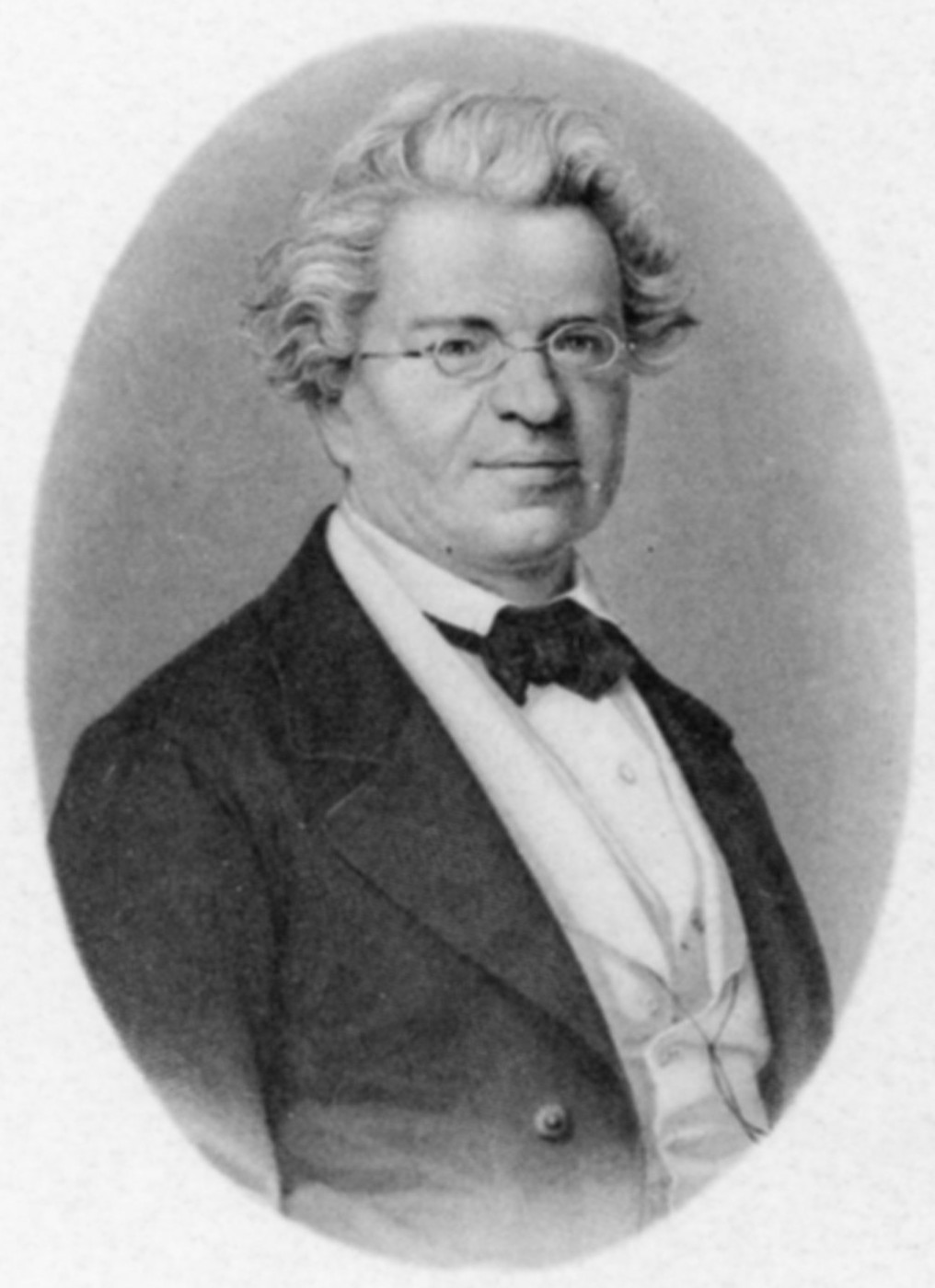
Wilhelm Zimmermann

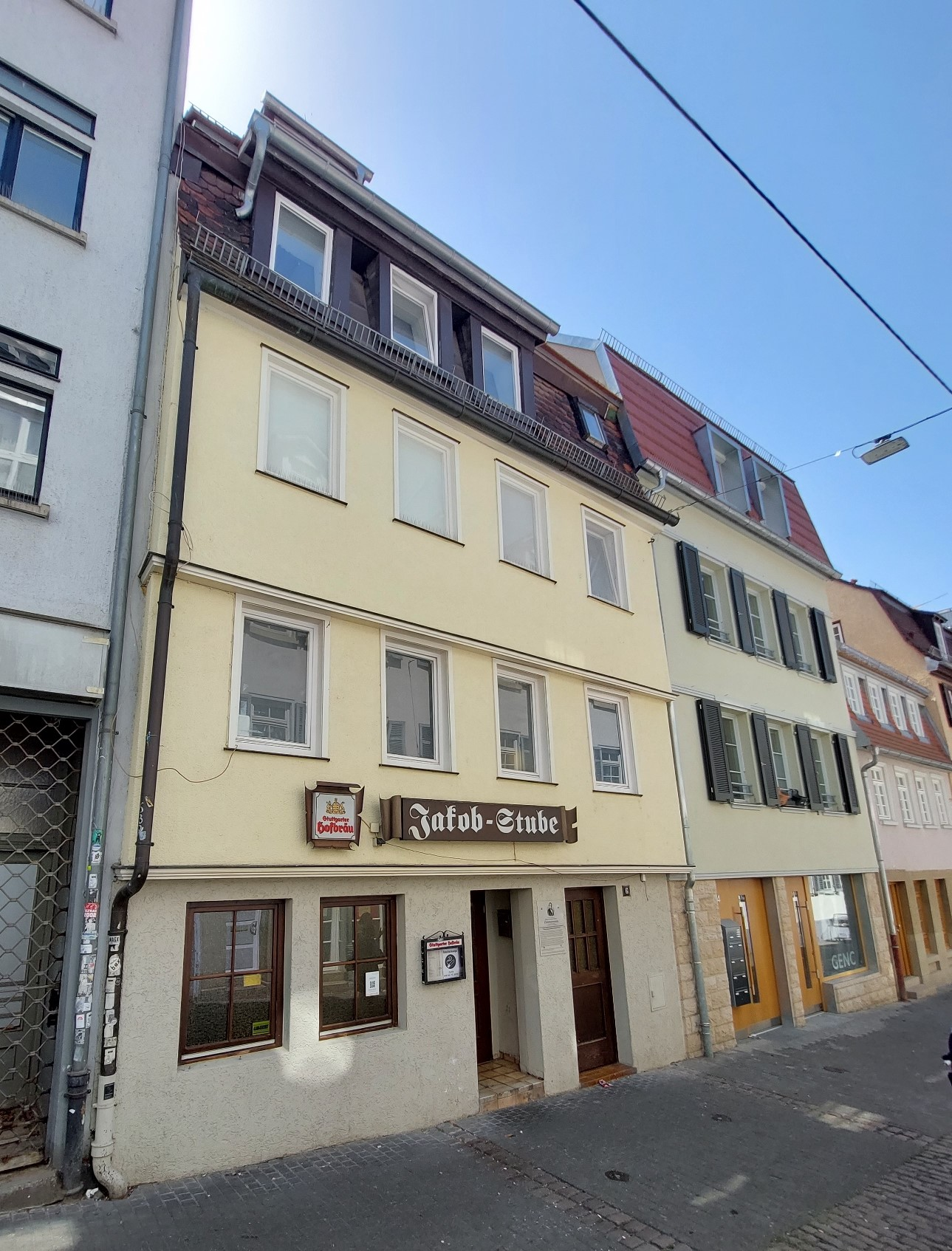
Geburtshaus Zimmermann in der Stuttgarter Jakobstraße

Balthasar Friedrich Wilhelm Zimmermann (* 2. Januar 1807 in Stuttgart; † 22. September 1878 in Mergentheim) war ein württembergischer protestantischer Theologe, Dichter, Historiker, Abgeordneter der Frankfurter Nationalversammlung, der verfassunggebenden württembergischen Landesversammlung sowie des württembergischen Landtags. 

## Leben
Wilhelm Zimmermann war der Sohn eines Weingärtners und späteren Küchenbediensteten am württembergischen Hof in Stuttgart. Aufgrund seiner Begabung konnte er trotz der Armut seiner Eltern wie sein Freund Eduard Mörike das Gymnasium Illustre (das heutige Eberhard-Ludwigs-Gymnasium) in Stuttgart besuchen, kam 1821 in das Evangelische Seminar Blaubeuren und trat 1825 in das Evangelische Stift Tübingen ein, wo er ein Schüler von Ferdinand Christian Baur wurde. 1825/1828 wurde er Mitglied der Commentburschenschaft Tübingen. 1829 machte er sein Examen und promovierte im folgenden Jahr. 1832 erwarb er den Titel „Doktor der Philosophie“. Bis 1840 lebte er als Privatgelehrter in Stuttgart, wurde dann als zweiter Pfarrer („Helfer“) in Dettingen an der Erms und Pfarrer in Hülben in den Staatsdienst übernommen. 1847 erhielt er den Lehrstuhl für deutsche Sprache und Literatur sowie Geschichte an der Polytechnischen und Oberrealschule in Stuttgart und den Titel Professor. Während der Revolution von 1848/49 wählte ihn der Wahlkreis Schwäbisch Hall/Gaildorf/Crailsheim am 28. April 1848 als Abgeordneten in die Frankfurter Nationalversammlung (Paulskirchenparlament). Hier bekannte sich Zimmermann zunächst zur konstitutionellen Monarchie, doch bald schloss er sich der linken  Fraktion Donnersberg an. 1849 und 1850 wählte man ihn im Wahlkreis Hall dreimal mit großer Mehrheit zum Abgeordneten der verfassunggebenden württembergischen Landesversammlung.
1851 wurde er wegen seiner Aktivitäten während der Revolution zunächst aus dem württembergischen Staatsdienst entlassen, erhielt dann aber eine Stelle als Pfarrer in Leonbronn und kehrte damit in den Staatsdienst zurück. Von 1851 an vertrat er den Wahlkreis Leutkirch in der Zweiten Kammer des württembergischen Landtags. 1853 legte er dieses Mandat nieder. 1864 wechselte er nach Schnaitheim, 1872 nach Owen. Nach 1853 konzentrierte er sich auf wissenschaftlicher Arbeit als Historiker – es entstanden mehrere umfangreiche Werke. Sein großes Verdienst ist, dass er die erste zusammenfassende Geschichte des Bauernkrieges von 1525 verfasste. Dabei war der Blick Zimmermanns auf den Bauernkrieg durch den Wunsch nach Reformen bzw. Veränderungen in seiner eigenen Zeit geprägt. Er starb in Mergentheim bei einem Aufenthalt.

## Werke
Zimmermann veröffentlichte zahlreiche, wissenschaftlich fundiert und zugleich anschaulich geschriebene historische Bücher, von denen seine auf umfassenden Quellenstudien beruhende Geschichte des großen Bauernkriegs (1841–1843) besonderen Anklang fand und bis heute aufgelegt wird. In seinen Bewertungen und Gewichtungen spiegeln sich die Ereignisse und politischen Kämpfe des 19. Jahrhunderts wider – insbesondere seine freiheitliche Auffassung als Befürworter einer „deutschen Bundesrepublik“ schon 1848. Daneben befasste er sich auch mit theologischen, kirchengeschichtlichen und literarischen Themen, gab mit Mörike 1836 das Jahrbuch schwäbischer Dichter und Novellen heraus und schrieb auch Gedichte, Theaterstücke und Novellen.

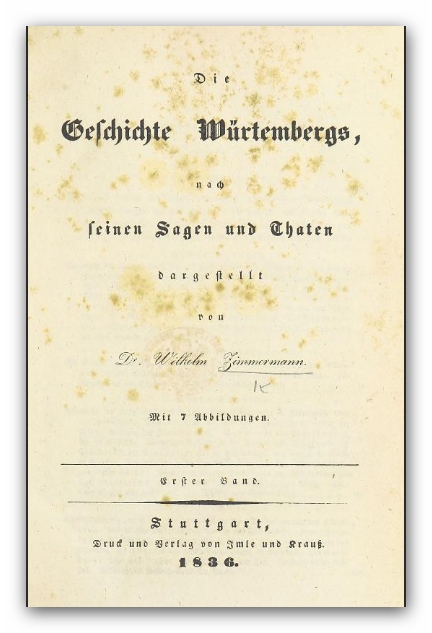
Die Geschichte Würtembergs …

- Gedichte, 1831. 2. Auflage 1839; books.google.de
- Masaniello. Trauerspiel in fünf Aufzügen. Neff, Stuttgart 1833; books.google.de
- Franziska von Hohenheim. Novell. Bal, 1833
- Amor’s und Satyr’s. 2 Bände. Hallberger, Stuttgart 1834
- Fürstenliebe. Novelle aus der neueren Geschichte Schwabens. Balz, Stuttgart 1834
- Cornelia Boroquia (Novelle), 1834
- Geschichte Württembergs, 1834
- Prinz Eugen, der edle Ritter. Nach größtentheils neuen Quellen, besonders nach des Prinzen hinterlassenen politischen Schriften . Imle und Liesching, Stuttgart 1836 (MDZ Reader)
- Die Befreiungskämpfe der Deutschen gegen Napoleon. Rieger, Stuttgart 1836. (Digitalisat der 3., umgearb. Aufl. Rieger, Stuttgart 1859)
- Geschichte Würtembergs nach seinen Sagen und Thaten. 2 Bände. Imle & Krauß, Stuttgart 1836/37. (Digitalisat Band 1), (Band 2)
- Geschichte der Hohenstaufen für das Deutsche Volk. Scheible, Rieger & Sattler, Stuttgart 1838
- Allgemeine Geschichte des großen Bauernkrieges. 3 Bände
  - Erster Theil. Franz Heinrich Köhler, Stuttgart 1841 (MDZ Reader)
  - Zweiter Theil. Franz Heinrich Köhler, Stuttgart 1842 (MDZ Reader)
  - Dritter Theil. Franz Heinrich Köhler, Stuttgart 1843 (MDZ Reader)
- Der deutsche Kaisersaal. Rieger, Stuttgart 1833. (Digitalisat der 2. Auflage)
- Geschichte der prosaischen und poetischen deutschen Nationallitteratur. Hallberger, Stuttgart 1846. Ausgabe 1856; Textarchiv – Internet Archive
- Geschichte der Poesie aller Völker. Für Leser aller Stände. Verlags-Bureau, Stuttgart 1847 MDZ Reader
- Die Geschichte der deutschen Staaten von der Auflösung des Reiches bis auf unsere Tage (Fortführung der beiden ersten, von Johann Georg August Wirth verfassten Bände)
  - Band 3 (1830–1848), 1850 (MDZ Reader)
  - Band 4: Die Deutsche Revolution, 1848 (MDZ Reader)
- Weltgeschichte für gebildete Jungfrauen. Rieger, Stuttgart 1854.
- Kirchengeschichte, 1854
- Lebensgeschichte der Kirche Jesu Christi. Belser, Stuttgart 1857–1859. Band 1: Textarchiv – Internet Archive – Band 2: Textarchiv – Internet Archive – Band 3: Textarchiv – Internet Archive – Band 4: archive.org.
- Wahre Erzählungen aus der Vaterländischen Geschichte, 1862
- Illustrirte Kriegsgeschichte des Jahres 1866 für das deutsche Volk. Gustav Weise, Stuttgart 1868 (MDZ Reader)
- Der deutsche Heldenkampf 1870–1871, 1871
- Illustrirte Geschichte des deutschen Volkes. Weise, Stuttgart 1873–1877, die Illustrationen dazu fertigte Friedrich Hottenroth. (Digitalisat Band 1), (Band 2), (Band 3)

Neuere Ausgaben
- Der große deutsche Bauernkrieg. Volksausgabe. Dietz Verlag, Berlin 1953 und weitere Auflagen.
- Wilhelm Blos: Der große deutsche Bauernkrieg. Mit Stichen von Victor Schivert und O. E. Lau. Köln 1999
- Dettinger Liedergarten. Herausgegeben von Günter Randecker. Dettingen/Erms 2002
- De litteris Romanorum, quantum a Graecis acceperint, quantum sui simile habuerint quantumque ipsi profecerint in iis / Die römische Literatur. Ihre Abhängigkeit von den Griechen, ihre Eigenständigkeit und ihre Entwicklung. (PDF; 210 kB) Dissertation Tübingen, 1832. Durchgesehen und übersetzt von Friedrich Winterhager. Hildesheim 2009.

## Zitat
Wer die Geschichte sich weiht, dem muß es um die Wahrheit zu tun sein und das Wohl der Menschheit, nicht um Gunst. Es ist schön, der Gegenwart zu gefallen; besser aber ist es, der Zukunft zu genügen.
Wilhelm Zimmermann: Allgemeine Geschichte des großen Bauernkrieges, Einleitung (1841)

## Gedenken
In Dettingen an der Erms befindet sich eine Wilhelm-Zimmermann-Gedenkstätte im Johann-Ludwig-Fricker-Haus. Der Verein der Freunde des Historischen Instituts der Universität Stuttgart verleiht seit 1996 alljährlich den Wilhelm-Zimmermann-Preis für die beste am Historischen Institut angefertigte Dissertation sowie die beste Staatsexamens- oder Magisterarbeit.